# 瘤果棱子芹
瘤果棱子芹（学名：Pleurospermum wrightianum）为伞形科棱子芹属的植物，是中国的特有植物。分布在中国大陆的四川等地，生长于海拔3,600米至4,600米的地区，多生长在山坡草地上，目前尚未由人工引种栽培。